# Damernas 53 kg i tyngdlyftning vid olympiska sommarspelen 2004
Damernas tyngdlyftning i 53-kilosklassen vid olympiska sommarspelen 2004 hölls den 15 augusti 2004 i Nikaia Olympic Weightlifting Hall i Aten.

## Tävlingsformat
Varje tyngdlyftare får tre försök i ryck och stöt. Deras bästa lyft i de båda kombineras till ett totalt resultat. Om någon tävlande misslyckas att få ett godkänt lyft, så blir de utslagna. Ifall två tyngdlyftare hamnar på samma resultat, är idrottaren med lägre kroppsvikt vinnare.

## Resultat
| Placering | Idrottare                 | Grupp | Kroppsvikt | Ryck (kg) | Ryck (kg) | Ryck (kg) | Ryck (kg) | Stöt (kg) | Stöt (kg) | Stöt (kg) | Stöt (kg) | Totalt |
| Placering | Idrottare                 | Grupp | Kroppsvikt | 1         | 2         | 3         | Resultat  | 1         | 2         | 3         | Resultat  | Totalt |
| --------- | ------------------------- | ----- | ---------- | --------- | --------- | --------- | --------- | --------- | --------- | --------- | --------- | ------ |
| 1         | Udomporn Polsak (THA)     | A     | 52,83      | 92,5      | 97,5      | 100       | 97,5      | 117,5     | 122,5     | 125       | 125       | 222,5  |
| 2         | Raema Lisa Rumbewas (IND) | A     | 52,80      | 85        | 90        | 95        | 95        | 115       | 122,5     | 125       | 115       | 210    |
| 3         | Mabel Mosquera (COL)      | A     | 51,82      | 87,5      | 87,5      | 87,5      | 87,5      | 105       | 107,5     | 110       | 110       | 197,5  |
| 4         | Marioara Munteanu (ROU)   | A     | 52,55      | 85        | 85        | 85        | 85        | 95        | 105       | 105       | 105       | 190    |
| 5         | Nastassia Novikava (BLR)  | A     | 52,95      | 80        | 85        | 87,5      | 87,5      | 102,5     | 107,5     | 110       | 102,5     | 190    |
| 6         | Dika Toua (PNG)           | A     | 52,58      | 70        | 75        | 80        | 75        | 92,5      | 97,5      | 102,5     | 102,5     | 177,5  |
| 7         | Virginie Lachaume (FRA)   | A     | 52,71      | 75        | 80        | 80        | 75        | 95        | 100       | 105       | 100       | 175    |
| DQ        | Sanamacha Chanu (IND)     | A     | 51,91      |           |           |           |           |           |           |           |           | DSQ    |

- Sanamacha Chanu från Indien blev diskvalificerad på grund av doping.[1]